# Oorsprong van water op Aarde

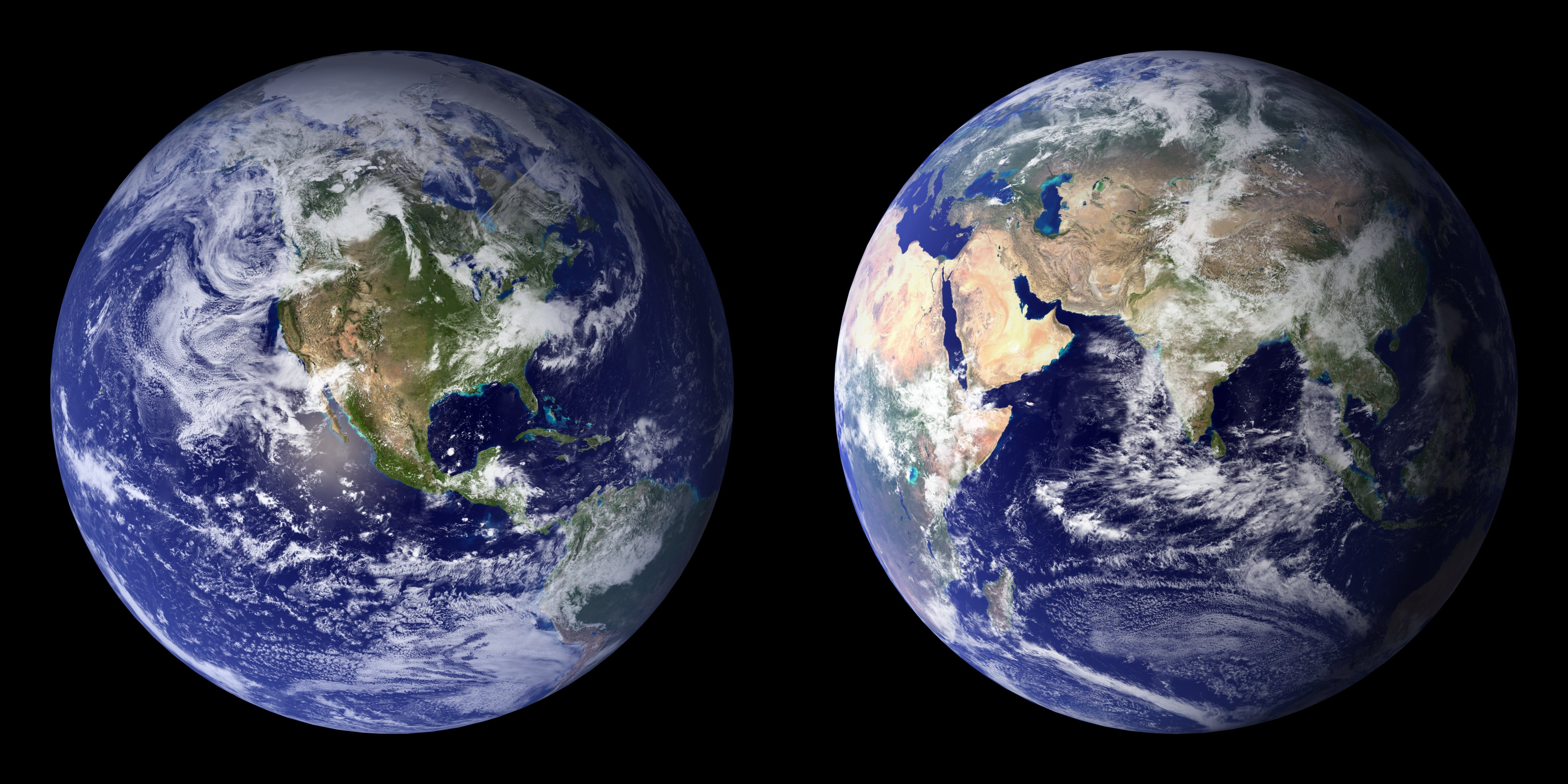
Water bedekt ongeveer 71% van het aardoppervlak.

De oorsprong van water op  Aarde is het onderwerp van onderzoek op het gebied van planetologie, astronomie en astrobiologie. Daarnaast is het de vraag waarom er op Aarde meer water voorkomt dan op de andere aardachtige planeten in het zonnestelsel – Mercurius, Venus en Mars – is tot op heden nog niet  duidelijk. Toen de Aarde in zijn planetesimale fase zat, was er waarschijnlijk al wel water aanwezig. Dit water en andere lichtgewicht vloeiende eenheden als koolstofdioxide (CO2), methaan (CH4) en stikstof (N2) kwam meestal uit vulkanen of via uitgassen van de Aarde, en vormden een waterdamploze Aardse atmosfeer.
Een deel van het water moet zijn ontstaan door het uitgassen van magma, dat uit het binnenste van de Aarde komt. Een andere factor die voor het water op Aarde zorgde was de inslag van kometen, transneptunische objecten of waterrijke planetoïden (protoplaneten) die van buiten de planetoïdengordels op de Aarde terechtkwamen. Metingen naar de samenstelling van de waterstofisotopen deuterium en protium (D/H-verhouding) duiden daarbij eerder op planetoïden, omdat in de waterverbindingen van koolachtige chondrieten dezelfde verhoudingen werden gevonden als die van het oceanische water, aangezien voorgaande metingen van de isotopen in kometen en transneptunische objecten slechts gedeeltelijk overeenkwamen met het water op Aarde.

## Verschillende hypothesen
Daar vroeg in de wordingsgeschiedenis van het zonnestelsel het deel van de protoplanetaire schijf dat zich het dichtst bij de Zon bevond zeer heet was, is het onwaarschijnlijk dat tezamen met de vroegste proto-Aarde grote watermassa's condenseerden wanneer de Aarde door accretie gevormd werd. Water heeft een veel lagere condensatietemperatuur dan andere materie waaruit de Aardse planeten samengesteld zijn, zoals silicaten en ijzer. Op grotere afstand van de jonge Zon heersten echter lagere temperaturen, zodat water daar kon condenseren tot ijshoudende planetesimalen. De grens van het gebied waar zich ijs kon vormen in het vroege zonnestelsel wordt de ijslijn genoemd, en was gesitueerd in het gebied waar zich nu de asteroïdengordel bevindt, tussen 2,7 en 3,1 AE verwijderd van de Zon. Daarom waren objecten (planetesimalen) die de proto-Aarde door inslag van water voorzagen, bv. waterrijke meteoroïden (zoals protoplaneten), kometen en transneptunische objecten, objecten die in de asteroïdengordel en mogelijk voorbij de ijslijn gevormd werden. Volgens deze hypothese was de proto-Aarde vanaf ca. 4500 miljoen jaar geleden (Ma) in staat om water in een of andere vorm te behouden door accretie met en inslagen door waterrijke (ijshoudende) planetesimalen. In die periode bedroeg de massa van de proto-Aarde 60 tot 90 % van haar huidige. Deze hypothese wordt ondersteund door overeenkomsten in de abundantie en de isotoopratio's van water tussen de oudst bekende koolstofhoudende chondrieten (de oudste meteorieten in het zonnestelsel) en meteorieten van de asteroïde (planetoïde) Vesta, die alle in de asteroïdengordel van het zonnestelsel hun oorsprong vonden. De hypothese wordt verder nog ondersteund door onderzoek naar ratio's van osmiumisotopen die aangeven dat een aanzienlijke hoeveelheid water ingesloten was in de materie dat door accretie door de proto-Aarde opgenomen werd. Modellen van de dynamica van het vroege zonnestelsel tonen dat ijshoudende asteroïden aan het binnenste zonnestelsel kunnen toegevoegd zijn, waaronder aan de proto-Aarde, indien Jupiter dichter naar de proto-Zon migreerde. Metingen van de chemische samenstelling van maanmonsters die door de Apollomissies 15 en 17 verzameld werden ondersteunen de hypothese eveneens en tonen aan dat de proto-Aarde reeds water bevatte vóór de vorming van de Maan. Een derde hypothese (Budde et al., 2019), ondersteund door ratio's van molybdeenisotopen, oppert dat de proto-Aarde het meeste van haar watermassa verkreeg ten gevolge van dezelfde interplanetaire impact die de vorming van de Maan veroorzaakte. De bewijsvoering door Budde et al. toont dat de isotopische vingerafdruk van het molybdeen in de aardmantel haar oorsprong vindt in het buitenste zonnestelsel, waar dus het water van de proto-Aarde waarschijnlijk vandaan kwam.

### Theia
De hypothetische planeet Theia, vermeld in de impacthypothese volgens dewelke zij 4,5 miljard geleden (4,5 Ga) insloeg in de proto-Aarde, was mogelijk eerder afkomstig van het buitenste dan van het binnenste zonnestelsel, en implementeerde water en koolstofgebaseerde materie. Volgens Monday en Taylor (2019) echter toont hun onderzoek aan dat waterstof in het inwendige van de proto-Aarde een rol speelde in de vorming van water. De beide theorieën, het ontstaan van water door impact van ijshoudende planetesimalen met dezelfde samenstelling als asteroïden uit de buitenranden van de asteroïdengordel, en het ontstaan van water door waterstof, sluiten elkaar niet uit. Veelvuldige geochemische onderzoeken leidden echter tot het besluit dat asteroïden het meest waarschijnlijk de primaire en voornaamste bron zijn van water op Aarde. De isotopenniveaus van koolstofhoudende chondrieten, de oudste meteorieten in het zonnestelsel, hebben de meeste gelijkenis met oceaanwater, meer dan kometen. Vooral de CI en CM onderklassen van koolstofhoudende chondrieten hebben waterstof- en stikstofisotopenniveaus die sterke gelijkenis met zeewater vertonen. Het water in deze meteorieten zou de bron van de oceanen op Aarde kunnen zijn. Dit wordt verder ondersteund door halietkristallen in de 4,5 miljard jaar (4,5 Ga) oude meteorieten Zag en Monahans die in 1998 op Aarde gevonden werden en die vloeibaar water bevatten naast een grote diversiteit van deuteriumarme organische componenten. De huidige deuterium/waterstof ratio van de Aarde komt ook overeen met die van zeer oude eucriete chondrieten die afkomstig zijn van de Vesta-asteroïde in de buitenste asteroïdengordel.
Eucrieten zijn steenachtige meteorieten die geen chondrules bevatten en waarvan er velen afkomstig zijn van het oppervlak van Vesta. Er wordt aangenomen dat CI- en CM-chondrieten en eucriete chondrieten dezelfde samenstelling van water en isotoopratio's hebben als zeer oude ijshoudende protoplaneten uit de buitenste regionen van de asteroïdengordel, uit de Kuipergordel en uit het gebied van de grote planeten die later door impact en accretie water aan de proto-Aarde toevoegden.

### Andere verklaringen
Piani et al., onderzoekers van Washington University in Saint Louis (Missouri, VS) en de American Association for the Advancement of Science rapporteerden in augustus 2020 dat er sinds het begin van de vorming van de planeet mogelijk altijd voldoende water op Aarde aanwezig geweest is om oceanen te vormen. Wu et al. presenteerden voor het eerst een model voor de oorsprong van water op Aarde dat de bijdrage van de zonnenevel kwantificeert boven op dat van chondrieten, de voornaamste bouwstenen van de planeet. De huidige consensus is dat het meeste water op Aarde afkomstig is van de accretie van koolstofhoudende chondriete materie, in het bijzonder CI-achtige chondrieten afkomstig van buiten de ijslijn in de zonnenevel. Het model houdt rekening met oplossing van waterstof afkomstig van de zonnenevel in de magma-oceanen van de proto-Aarde en met de chemische reactie tussen waterstof en ijzerdruppels er binnenin. Zulke processen leverden niet alleen talloze waterstofatomen vanuit de aardmantel naar de aardkern, maar genereerden ook een aannemelijk verschil in de isotopische samenstelling van de waterstof tussen de mantel en de kern (verhouding 2H/1H). Een aan de huidige kennis van waterstof aangepast model geeft de beste combinaties van bijdragen van de zonnenevel en van chondritische meteorieten aan het water op Aarde. Bijna één op de honderd Aardse watermolecules is afkomstig van de zonnenevel. Met vier tot vijf oceanen in de kern en ruwweg twee in de aardmantel, houdt onze planeet het meeste water in haar inwendige.
In tegenstelling tot gesteenten zijn zirkoonmineralen hoog resistent tegen verwering en andere geologische processen en worden daarom gebruikt om de omstandigheden op de vroege proto-Aarde te begrijpen. Ze leveren het mineralogische bewijs dat 4404 ± 0,008 miljoen jaar geleden (4404 ± 0,008 Ma) een atmosfeer en vloeibaar water moeten bestaan hebben. Kussenlava, een basaltisch of andesitisch uitvloeiingsgesteente dat tijdens een onderwater eruptie gevormd wordt, afkomstig van de Isua Greenstone Belt (Zuidwest-Groenland) levert ook geologisch bewijs dat minstens al 3,8 miljard jaar geleden (era Eoarcheïcum) op de proto-Aarde water aanwezig was. Cates en Mojzsis (2007) dateerden zeldzame felsische intrusies in de uit mafisch en ultramafisch metamorfe supracrustale gesteenten, geassocieerd met sedimentair gesteente, bestaande Nuvvuagittuq Greenstone Belt (Noord-Quebec, Canada) eveneens op ongeveer 3,8 miljard jaar. O'Neil et al. dateerden de dominant mafische Ujaraaluk unit van de Nuvvuagittuq Greenstone Belt op ca. 4,28 (4313 +41 −69 Ma.) miljard jaar (eon Hadeïcum). Indien oceanen vroeger dan deze tijdstippen bestonden, dan moet ofwel het geologische bewijs hiervoor nog gevonden worden of werd het in de loop van de miljarden jaren door tektonische processen zoals crustal recycling vernietigd. Voor het berekenen van het verlies aan water in de loop van miljoenen jaren is het scheikundig element xenon nuttig. Omdat het een edelgas is wordt het niet verwijderd uit de atmosfeer ten gevolge van chemische reacties met andere elementen. Vergelijkingen tussen de abundantie (de hoeveelheidsverhouding van de chemische elementen in een bepaalde omgeving) van de negen stabiele isotopen van xenon in de huidige atmosfeer onthullen dat de Aarde vroeg in haar geschiedenis minstens één oceaan verloor (op de overgang tussen het Hadeïcum en het Archeïcum).

### Mogelijke rol van organismen
In de oeroceanen voorkomende diwaterstofsulfide en in de oeratmosfeer zittende kooldioxide werden door de autotrofe zwavelbacteriën (prokaryoten) gebruikt om, met de toevoeging van lichtenergie, voor de samenstelling van organische elementen te zorgen, waardoor water en zwavel ontstonden:
{\displaystyle \mathrm {4\ H_{2}S+CO_{2}\rightarrow CH_{4}+2\ H_{2}O+4\ S} }